# Jos Vos

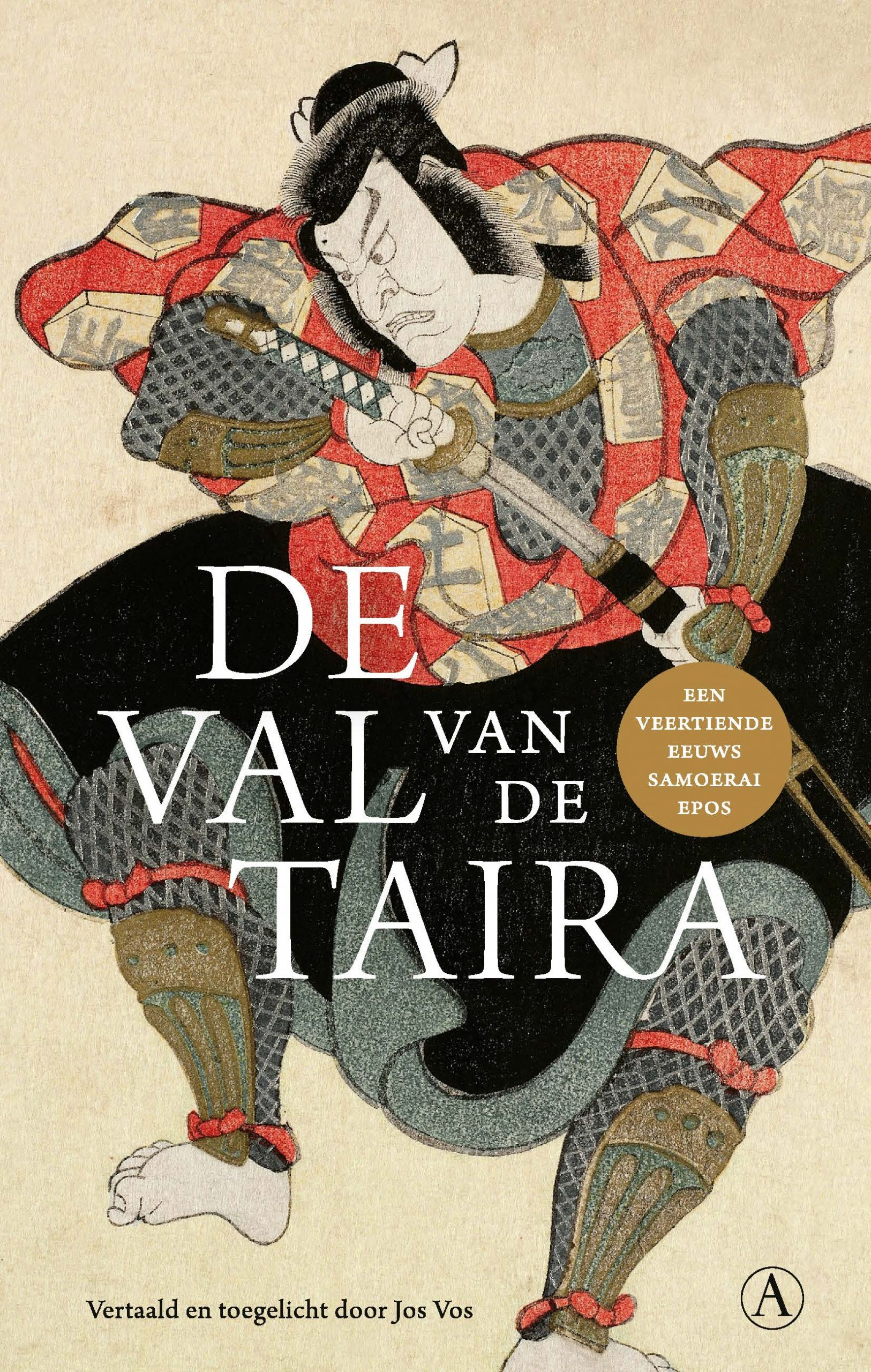
De val van de Taira, verschenen in 2022

Jos Vos (Genk, 12 augustus 1960) is een Belgisch schrijver, anglist/neerlandicus en japanoloog.

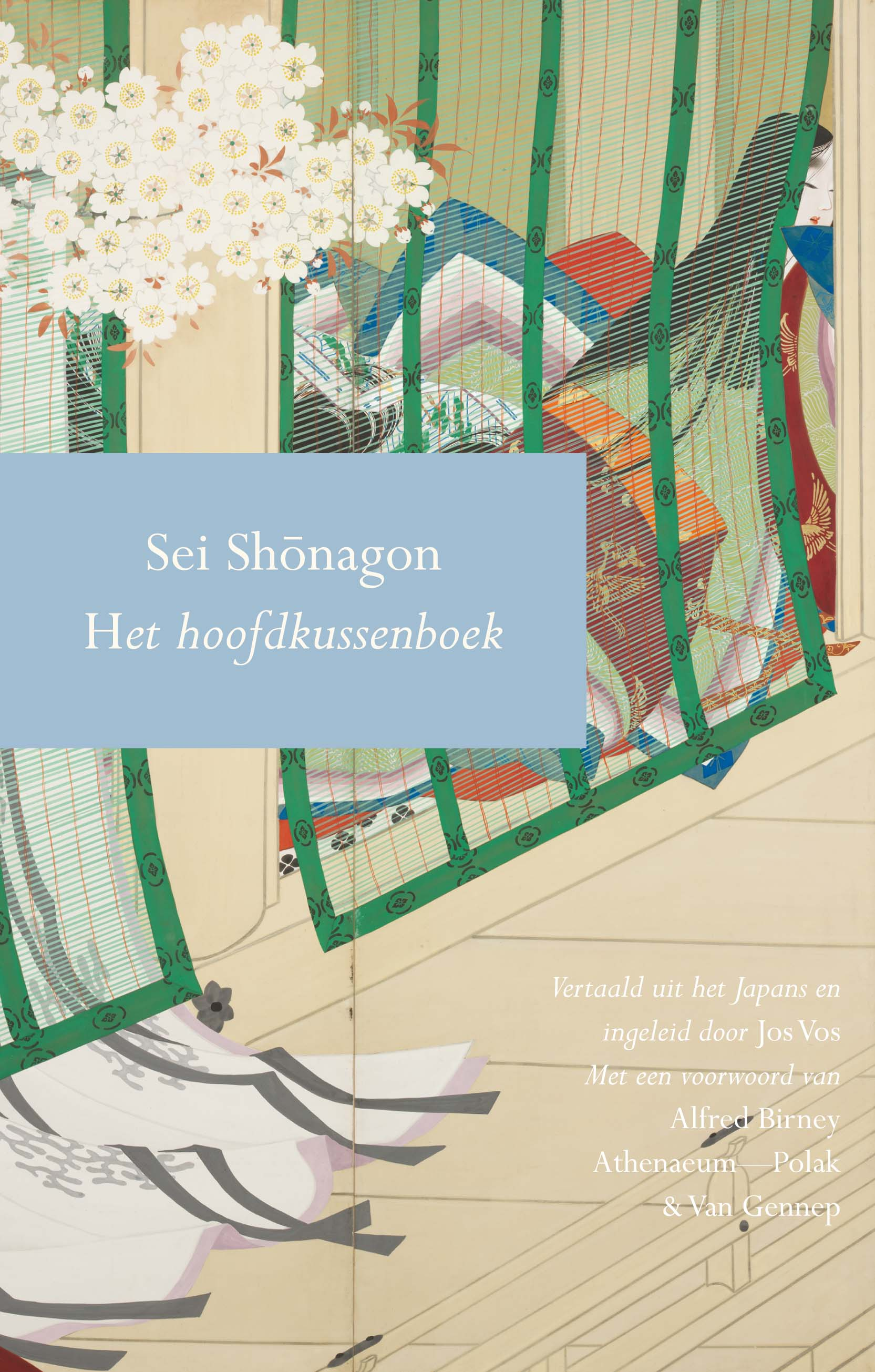

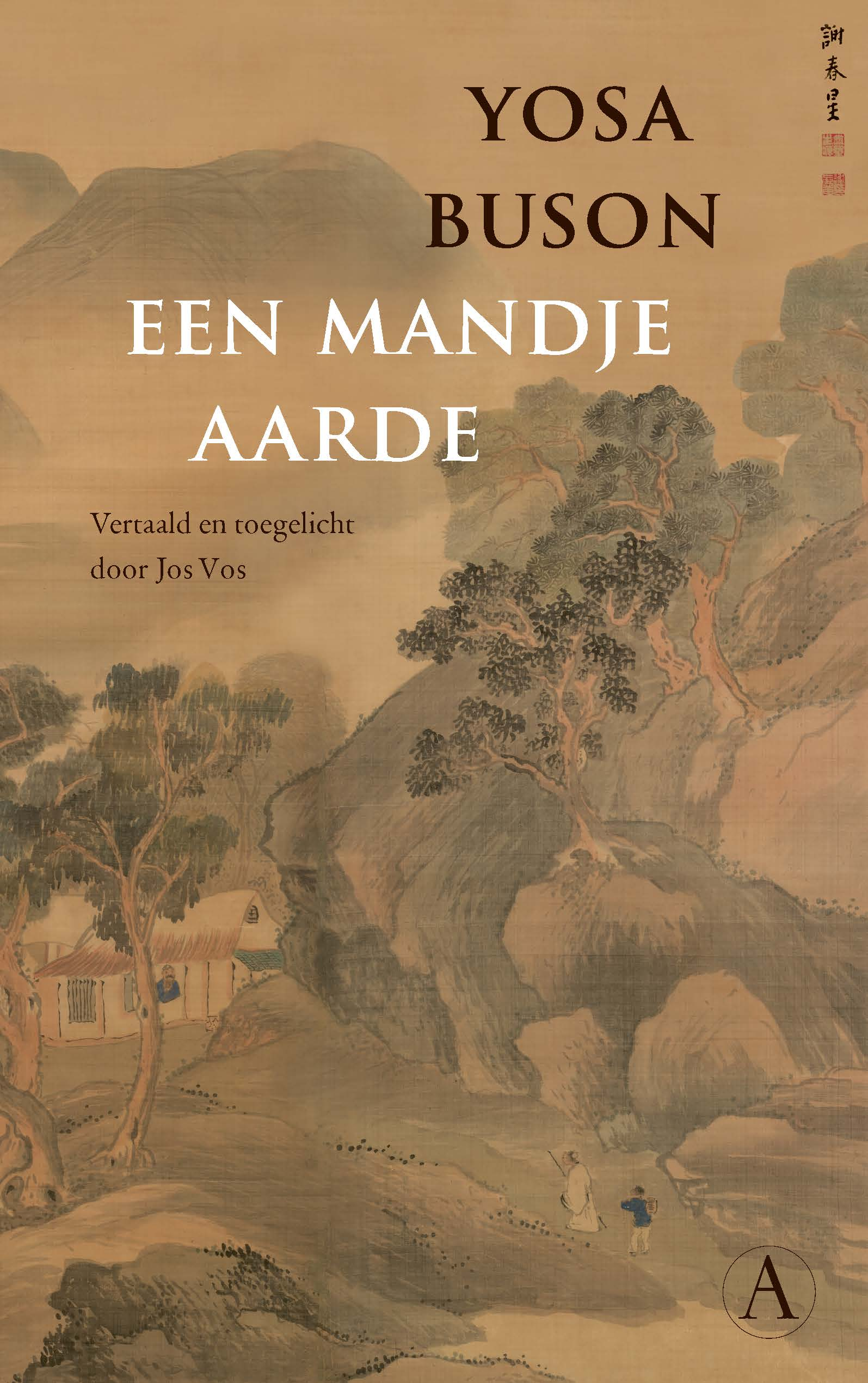
Omslag van Yosa Buson, Een mandje aarde, verschenen in 2025

## Biografie
Jos Vos groeide op in Genk. Hij studeerde Germaanse filologie (Engels/Nederlands) aan de KU Leuven. In 1983 trok hij naar de University of Kent in Canterbury, waar hij het Master of Arts-diploma behaalde.
In augustus 1985 trouwde hij met Keiko Harada en trok naar Japan waar hij Nederlands en Engels doceerde aan Kyoto University of Foreign Studies, Belgium Flanders Exchange Center in Osaka en Tenri University in de prefectuur Nara.
In 1996 verhuisde hij naar Oxford, waar hij in 1998 het B.A. in Japanese behaalde. Onder begeleiding van James McMullen (Pembroke College) schreef hij een verhandeling over Matsuo Basho's haibun (dichterlijke prozaschetsen) uit de jaren 1680-1688.
Van september 2000 tot juni 2020 doceerde hij Nederlandse literatuur, "Theory of Knowledge" en "World Literature" aan St Clare's, Oxford, een internationale school in Oxford.
In 1997 debuteerde Jos Vos bij de Arbeiderspers met de roman In Kyoto. Sindsdien is hij vooral actief als literair vertaler. Vos werkte zeven jaar aan de vertaling van de duizend jaar oude roman Genji monogatari ("Het verhaal van Genji") door Murasaki Shikibu, die verscheen in november 2013.

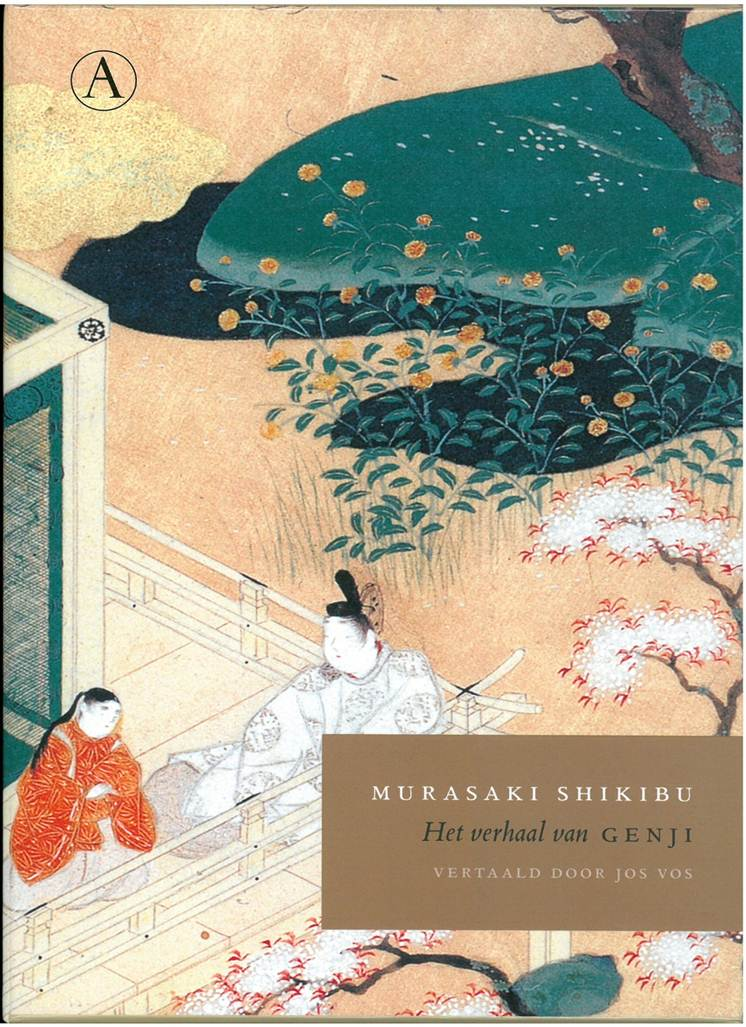

In 2014 werd Het verhaal van Genji genomineerd voor de Filter-vertaalprijs. In 2019 behaalde Vos met Het hoofdkussenboek diezelfde prijs.
In 2022 verscheen Vos' vertaling van het veertiende-eeuwse samoerai-epos Heike monogatari, onder de titel De val van de Taira.
In 2023 verscheen zijn vertaling van de Verzamelde haiku's van de zeventiende-eeuwse dichter Matsuo Basho (met inleiding en uitvoerig commentaar).
Eind 2024 publiceerde de Arbeiderspers een bundel van zijn hand met 99 speelse essays, onder de titel Het voetkussenboek.
In 2025 verscheen Een mandje aarde, Vos' vertaling (met inleiding en commentaar) van proza, experimentele gedichten, kettinggedichten en meer dan 750 haiku's door Yosa Buson (1716-1783).
In januari 2025 was Vos een uur lang te gast bij Heleen Debruyne in het programma 'De Jaren' van Radio Klara.

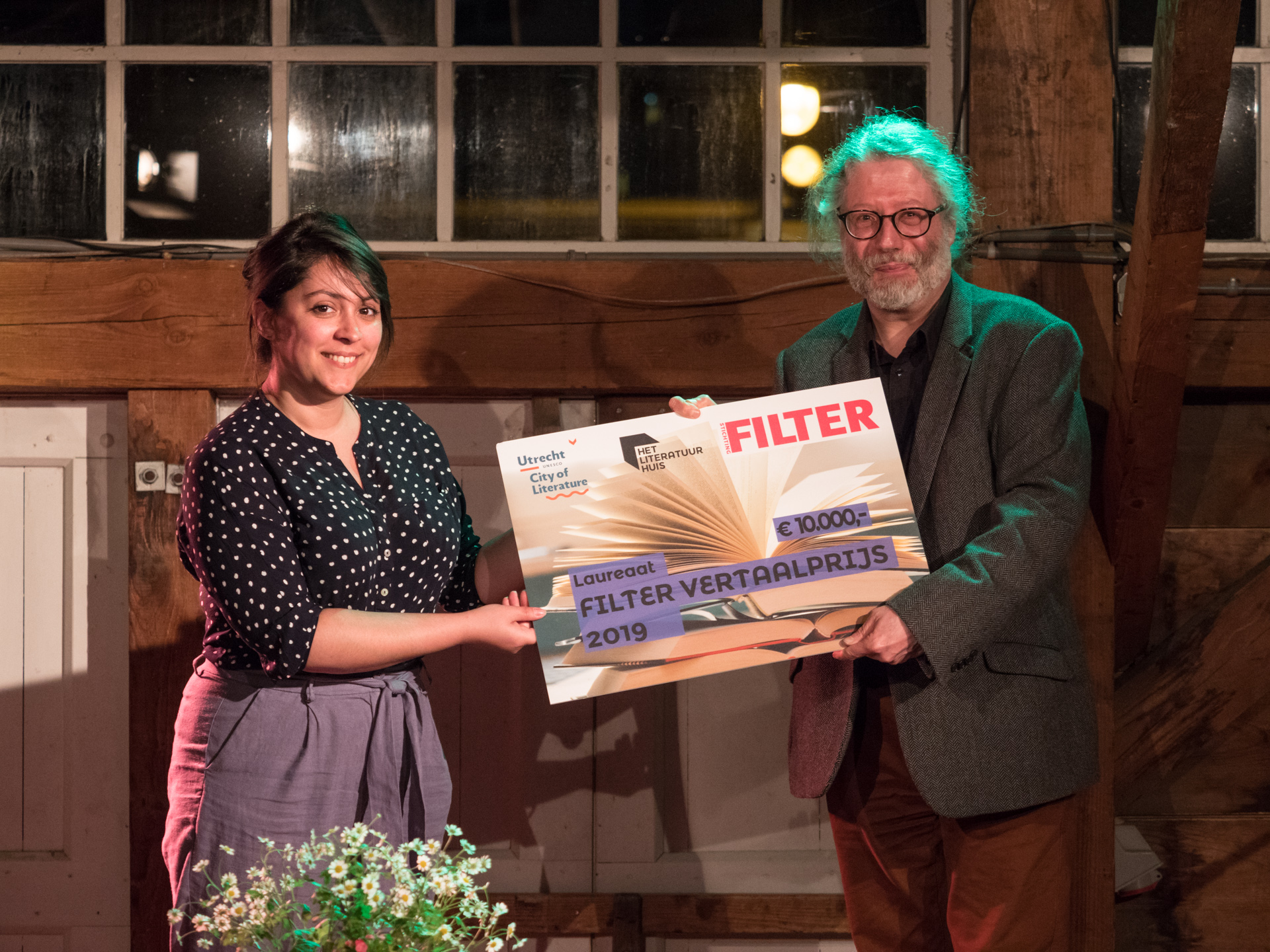

## Bekroningen
- 2019: Filter-vertaalprijs voor Het hoofdkussenboek van Sei Shōnagon[11]

- Bibliothèque nationale de France: cb170461193 (data)
- International Standard Name Identifier: 0000 0000 3787 7181
- Library of Congress Control Number: n99000142
- Nederlandse Thesaurus van Auteursnamen: 173655319
- Virtual International Authority File: 26390591
- WorldCat: E39PBJgMCqmHR4KDFPPTFDJRrq